# Шели Хенинг
Шели Кетрин Хенинг (енгл. Shelley Catherine Hennig; Метари, 2. јануар 1987) америчка је глумица и манекенка. Проглашена је за тинејџерску мис САД 2004. године, а била је и номинована за Награду по избору тинејџера и Еми.

## Биографија
Рођена је 2. јануара 1987. године у Метарију. Три године пре него је освојила титулу тинејџерске мис САД, један од њене старије браће погинуо је у несрећи коју је изазвао пијани возач.

## Филмографија

### Филм
| Улоге Шели Хенинг |                      |               |              |          |
| Година            | Српски назив         | Изворни назив | Улога        | Напомена |
| 2014.             | Призивање духова     |               | Деби Галарди |          |
| 2014.             | Без пријатеља        |               | Блер Лили    |          |
| 2023.             | Млади вукодлак: Филм |               | Малија Тејт  |          |

### Телевизија
| Улоге Шели Хенинг |                                          |                |              |              |
| Година            | Српски назив                             | Изворни назив  | Улога        | Напомена     |
| 2007—2011.        | Дани наших живота                        | Стефани Џонсон | главна улога |              |
| 2011—2012.        | Тајни круг                               |                | Дајана Мид   | главна улога |
| 2014—2017.        | Млади вукодлак                           |                | Малија Тејт  | главна улога |
| 2014.             | Плава крв                                |                | Маја Ломан   | 1 епизода    |
| 2019.             | Лутка                                    |                | Рамона       | 3 епизоде    |
| 2022.             | Жена у кући прекопута девојке на прозору |                | Лиса Мејнс   | главна улога |